# Погребище (Плюсский район)
Погре́бище — деревня в Плюсском районе Псковской области. Входит в сельское поселение Плюсская волость.

## География
Деревня расположена в 23 км к северо-западу от районного центра — посёлка Плюсса и в 2 км к северу от деревни Должицы.

## Население
Численность населения деревни по оценке на конец 2000 года составляла 54 жителя, по переписи 2002 года — 44 человека.

## История
Первое упоминание о деревне находится в писцовой книге 1571 года, где она записана в Лятцком погосте в поместье Третьяка Александрова сына Палехова.

«За Третьяком за Олександровым сыном Палехова.

Дер.Погребища, а в ней селцо: дв.болшой, дв.Третьяк Палехов сам жывет, обжа, а засеву в поле четверти 4, а в дву по тому-ж, дв.Бориско Юрьев сын, обжа, пашни в поле 4 четверти, в дву по тому-ж, а сена на 2 обжы по 5 копен на обжу. Да в той-ж деревни в Погребищах обжа пуста, засев, закос тот жо.

{Всего 3 обжи, 2 обжи живущая, обжа пуста. Земля середняя.}»— [РГАДА, Ф.137, Оп.1, Новгород, №8]; опубликовано: «Новгородские писцовые книги, изданные императорской Археографической комиссией», т.5, СПб, 1905г, ред.С.К.Богоявленский. Текст приведён по редакции данного издания.
До 1 января 2006 года деревня входила в состав ныне упразднённой Должицкой волости.